# فرودگاه بین‌المللی پورتو اسکاندیدو
 فرودگاه بین‌المللی پورتو اسکاندیدو (به انگلیسی: Puerto Escondido International Airport) (به زبان بومی: Aeropuerto Internacional de Puerto Escondido) یک فرودگاه همگانی مسافربری با کد یاتا PXM است که یک باند فرود آسفالت دارد و طول باند آن ۲۳۰۰ متر است. این فرودگاه در کشور مکزیک قرار دارد و در ارتفاع ۹۰ متری از سطح دریا واقع شده است.